# Nagroda Literatury Dziecięcej im. Chen Bochuia
Nagroda Literatury Dziecięcej im. Chen Bochuia (chiń. 陈伯吹儿童文学奖; pinyin Chén Bóchuī Értóng Wénxué Jiǎng) – chińska nagroda literacka z zakresu literatury dziecięcej.
Nagroda jest jedną z najstarszych nagród literackich w Chinach. Jej współczesna nazwa pochodzi od Chen Bochuia, chińskiego pisarza i tłumacza literatury dziecięcej, który ustanowił tę nagrodę. W języku angielskim nagroda nosi nazwę Chen Bochui International Children’s Literature Award (CICLA). Nagroda została przyznana po raz pierwszy w 1981, a współcześnie otrzymują ją także wydawcy zagraniczni. Obecnie przyznawana jest w pięciu kategoriach podczas Chińskiego Międzynarodowego Festiwalu Książek Dziecięcych w Szanghaju (China Shanghai International Children’s Book Fair).